# Colladonus parvus
Colladonus parvus är en insektsart som beskrevs av Nielson 1962. Colladonus parvus ingår i släktet Colladonus och familjen dvärgstritar. Inga underarter finns listade i Catalogue of Life.